# Fustiaria caesura
Fustiaria caesura is een Scaphopodasoort uit de familie van de Fustiariidae. De wetenschappelijke naam van de soort is voor het eerst geldig gepubliceerd in 1958 door Colman.